# Moritz Wilhelm Drobisch

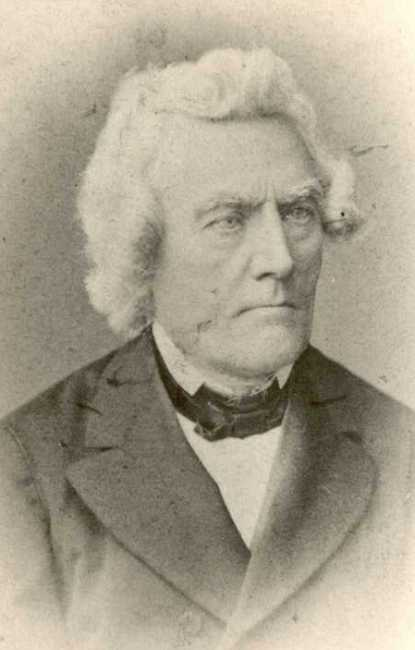
Moritz Wilhelm Drobisch

Moritz Wilhelm Drobisch (* 16. August 1802 in Leipzig; † 30. September 1896 ebenda) war ein deutscher Mathematiker, Logiker und Philosoph.

## Leben
Er lernte zunächst an der Leipziger Nikolaischule und an der Fürstenschule in Grimma und studierte dann von 1820 bis 1824 an der Universität Leipzig Mathematik und Philosophie. An deren Philosophischen Fakultät promovierte er und habilitierte sich im Jahr 1824. Sein Interesse galt vor allem Johann Friedrich Herbart; besondere Verdienste werden ihm im Bereich der empirischen Psychologie und der Logik zugeschrieben. Diesbezüglich ist sein Versuch einer populärwissenschaftlichen Darstellung der Logik in dem gleichnamigen Werk hervorzuheben. Aus diesem geht auch hervor, dass Drobisch der nichtformalen, klassischen Darstellung der Logik viel näher stand als den sich in der zweiten Hälfte des 19. Jahrhunderts herausbildenden formalisierten Interpretationen, die in bedeutendem Maß durch George Boole, Ernst Schröder, Gottlob Frege oder Charles S. Peirce entwickelt wurden. Von besonderem Wert ist sein Werk heute vor allem deswegen, weil umfangreiche Referenzen zu zeitgenössischen Autoren gemacht werden und ein nicht unbedeutender Beitrag über die Entwicklungsgeschichte der Mengendiagramme darin enthalten ist.
Mit seinen Hexameter-Studien gehört Drobisch zu den Pionieren der Quantitativen Linguistik. Für die Daten, die Drobisch zur Verwendung von Hexameter-Typen vorgelegt hat, kann gezeigt werden, dass sie teils der negativen hypergeometrischen Verteilung, teils der Pólya-Verteilung folgen.
Er war ordentlicher Professor für Mathematik (1826–1868) und Philosophie (seit 1842) an der Universität Leipzig. Im Jahr 1840/1841 war er Rektor der Universität Leipzig, mehrfach war er Dekan der Philosophischen Fakultät.
Ab 1833 übernahm er zusammen mit Gustav Theodor Fechner, Justus Wilhelm Martin Radius, Georg Benedict Winter und Wilhelm Wachsmuth. die Redaktion der Leipziger Literaturzeitung. Drobisch war seit 1834 Mitglied der Fürstlich Jablonowskischen Gesellschaft der Wissenschaften zu Leipzig und 1846 Mitbegründer und seitdem Mitglied der Königlich Sächsischen Gesellschaft der Wissenschaften zu Leipzig. Im Jahr 1868 verzichtete er auf die ordentliche Professur für Mathematik, um sich ausschließlich der Philosophie widmen zu können.
1876 wurde Drobisch zum Ehrenbürger der Stadt Leipzig ernannt. Ab der Mitte der 1880er Jahre war er aufgrund eines Augenleidens nicht mehr in der Lage, seine wissenschaftliche Arbeit fortzusetzen. Am 30. September 1896 starb Drobisch im Alter von 94 Jahren in Leipzig. Die akademische Trauerrede hielt Wilhelm Wundt.
Im Jahr 1971 stiftete die Sächsische Akademie der Wissenschaften in Würdigung seiner Verdienste um ihre Gründung die Moritz-Wilhelm-Drobisch-Medaille.

## Schriften
- Beiträge zur Orientierung über Herbart's System der Philosophie. Voß, Leipzig 1834.
- Grundzüge der Lehre von den höheren numerischen Gleichungen nach ihren analytischen und geometrischen Eigenschaften. Ein Supplement zu den Lehrbüchern der Algebra und der Differentialrechnung. Voß, Leipzig 1834.
- Neue Darstellung der Logik nach ihren einfachsten Verhältnissen. Nebst einem logisch-mathematischen Anhange. 1836. (Digitalisat)
(Die 2. bis 5. Auflage stellen nahezu eine Neufassung dar.)
- Quaestionum methematico-psychologicarum spec. I-V. Leipzig 1840.
- Grundlehren der Religionsphilosophie. Voß, Leipzig 1840.
- Empirische Psychologie nach wissenschaftlicher Methode. Voss, Leipzig 1842, 2. Auflage. 1898.
- Über die mathematische Bestimmung der musikalischen Intervalle. 1846.
- Erste Grundlehrer der mathematischen Psychologie. Voss, Leipzig 1850. (Digitalisat)
- Neue Darstellung der Logik nach ihren einfachsten Verhältnissen. Mit Rücksicht auf Mathematik und Naturwissenschaften. Leopold Voss, Hamburg und Leipzig. 2. Auflage 1851; 3. Auflage 1863; (Nachdruck: Olms, Hildesheim 1968); 4. Auflage 1875; 5. Auflage 1887.
- Über musikalische Tonbestimmung und Temperatur. 1852. (Digitalisat)
- Die moralische Statistik und die menschliche Willensfreiheit. Voss, Leipzig 1867. (Digitalisat)
- Über die Fortbildung der Philosophie durch Herbart. Leipzig 1876.
- Kant's Dinge an sich und sein Erfahrungsbegriff. Verlag Leopold Voss Hamburg und Leipzig 1885.
- Enzyklopädie der Philosophie. Hrsg. von Otto Flügel, Beyer, Langensalza 1908.